# Ventiquattro preludi e fughe (Šostakovič)
Ventiquattro preludi e fughe, Op. 87 di Dmitrij Dmitrievič Šostakovič è un insieme di 24 preludi e fughe per pianoforte solista, uno in ciascuno delle chiavi maggiore e minore della scala cromatica. Il ciclo fu composto nel 1950 e nel 1951 mentre Šostakovič era a Mosca e fu presentato in anteprima dalla pianista Tat'jana Petrovna Nikolaeva a Leningrado nel dicembre 1952; fu pubblicato lo stesso anno. Il lavoro completo richiede circa due ore e mezza per l'esecuzione. È uno dei numerosi esempi di musica scritta in tutte le chiavi maggiori e/o minori.

## Forma e struttura
Ogni brano è diviso in due parti - un preludio e una fuga - che varia in ritmo, lunghezza e complessità (ad esempio, la Fuga n. 13 in fa diesis maggiore è in cinque voci, mentre la Fuga n. 9 in mi maggiore è in sole due voci).
I brani procedono nelle relative coppie maggiore/minore attorno al circolo delle quinte: prima do maggiore e la minore minore (preludio e fuga nn. 1 e 2), poi con un diesis (sol maggiore, mi minore), due diesis (re maggiore, si minore), e così via, terminando con re minore (1 bemolle). (Il gruppo dei 24 Preludes, Op. 28 di Fryderyk Chopin, è organizzato nello stesso modo, così come i precedenti gruppi di preludi di Joseph Christoph Kessler, Johann Nepomuk Hummel e i precedenti Ventiquattro preludi, Op. 34 di Šostakovič.)

### Rapporto con Bach
Il clavicembalo ben temperato di J.S. Bach, una serie precedente di 48 preludi e fughe, è ampiamente considerato l'ispirazione diretta per il ciclo di Šostakovič, in gran parte basato sulla storia della composizione dell'opera (vedi sotto).
Riferimenti e citazioni dal ciclo di Bach compaiono durante tutto il lavoro. Ad esempio, Šostakovič inizia il suo preludio in do maggiore, il primo pezzo del ciclo, esattamente con le stesse note che Bach usa nel suo preludio in do maggiore, BWV 846, che inizia anche Il clavicembalo ben temperato. Allo stesso modo, le seconde fughe dei compositori (la minore per Šostakovič, do minore per Bach) utilizzano ritmi di apertura molto simili per i loro temi di fuga (due sedicesime seguite da 3 ottave, due volte di seguito). Oltre a una citazione più diretta, Šostakovič imita anche i vari tipi di preludi trovati nel ciclo di Bach (e in altre simili composizioni barocche). Ad esempio, il suo preludio in la minore è un preludio figurato, un preludio in cui la stessa posizione della mano viene utilizzata in tutto il pezzo. Ne esistono molti esempi nella letteratura barocca sulla tastiera di compositori come Johann Caspar Ferdinand Fischer, da cui Bach trasse ispirazione per i suoi preludi figurati (il do maggiore e il re minore, ad esempio).
Su una scala più ampia, l'intera struttura, ordinata e sequenziata com'è senza un'apparente narrativa extra-musicale, è in gran parte una risposta a Bach. È importante notare, tuttavia, che nel ciclo di Bach i pezzi sono disposti in coppie parallele maggiori/minori che salgono la scala cromatica (do maggiore, do minore, do diesis maggiore, do diesis minore ecc.), che differisce dall'op. 87 di Šostakovič.
Ci sono anche diversi riferimenti e idee musicali tratti dall'opera di Šostakovič.

## Storia
Dopo la seconda guerra mondiale Dmitri Šostakovič era il compositore più importante della Russia. Anche se caduto in disgrazia con il Partito Comunista dell'Unione Sovietica, fu comunque inviato all'estero come ambasciatore culturale. Uno di questi viaggi fu a Lipsia nel 1950 per un festival musicale in occasione del bicentenario della morte di J. S. Bach. Come parte del festival a Šostakovič fu chiesto di sedersi nella giuria del primo Concorso internazionale Johann Sebastian Bach. Uno dei partecipanti al concorso era la ventiseienne Tat'jana Nikolaeva di Mosca. Sebbene non fosse richiesto dalle regole del concorso, era venuta preparata a suonare uno dei 48 preludi e fughe de Il clavicembalo ben temperato su richiesta. Vinse la medaglia d'oro.
Ispirato dal concorso e impressionato dalla modo di suonare della Nikolaeva, Šostakovič tornò a Mosca e iniziò a comporre il suo ciclo di 24 preludi e fughe. Lavorò abbastanza rapidamente, impiegando in media solo tre giorni per scrivere ogni pezzo. Una volta completati, voleva chiedere alla Nikolaeva di venire a trovarlo nel suo appartamento di Mosca dove le avrebbe suonato l'ultimo pezzo. L'opera completa fu scritta tra il 10 ottobre 1950 e il 25 febbraio 1951. Una volta terminata, Šostakovič dedicò l'opera alla Nikolaeva, che eseguì l'anteprima pubblica a Leningrado il 23 dicembre 1952. Šostakovič scrisse tutti i pezzi senza molte correzioni tranne il preludio in si bemolle minore, del quale non era molto soddisfatto e sostituì ciò che aveva all'inizio ideato.

## I pezzi
| Num. | Chiave              | Descrizione |
| ---- | ------------------- | --- |
| 1    | do maggiore         | In accordi ininterrotti e una melodia inquietante, Šostakovič evoca comunque l'immortale primo preludio dei 48 di Bach. Il tono è malinconico, per lo più in pianissimo e il linguaggio armonico è molto simile a quello di Šostakovič. Lo stesso tono continua nella fuga; mentre Bach inizia con una scala di quarta, Šostakovič ha una triste e spoglia quinta. Contrariamente alla caratteristica complessità armonica del preludio, la fuga è scritta nel più puro do maggiore, senza una singola alterazione. |
| 2    | la minore           | Il preludio è una toccata principalmente per una voce, con semicrome (sedicesime) che attraversano lo stile di un perpetuum mobile. È seguito da una fuga in tre parti con un tema caratteristico di settime e acciaccature. |
| 3    | sol maggiore        | Il preludio è composto da una giustapposizione di un tema pesante ed uno più leggero e più veloce, quest'ultimo che cita un tema del primo movimento della decima sinfonia di Šostakovič. La successiva fuga è l'unica impostata in tempo di 6⁄8, sebbene questo metro sia condiviso anche dal preludio in fa diesis maggiore. |
| 4    | mi minore           | Il preludio inizia con una figura di appoggiatura di croma espressa in coppia tra un cantus firmus sostenuto nel basso e una melodia lirica nel soprano. C'è un coerente fraseggio Legato/mezzo-staccato durante il preludio in cui Šostakovič tenta di imitare il fraseggio del periodo barocco. Dopo il preludio Šostakovič procede direttamente alla fuga senza pause. La fuga è una doppia fuga a quattro voci con due temi distinti sviluppati in esposizioni separate. Il primo tema è una melodia graduale lenta costituita principalmente da mezze note e note da un quarto, mentre il secondo tema è una parziale riduzione o variazione del primo tema (ottave invece di note da un quarto). A circa due terzi nella fuga, Šostakovič riporta il tema originale nel basso, combinato con il secondo tema nel soprano. La fuga in mi minore è di progressiva complessità. La composizione inizia piuttosto umilmente con un'esposizione tranquilla e conservatrice, ma termina trionfalmente con quasi ogni possibile metodo fugale (contrappunto invertibile, stretto, doppio stretto, diminuzione, aumento, retrogrado) sfruttato nelle battute finali. |
| 5    | re maggiore         | Il preludio mantiene una sensazione sospesa attraverso accordi ripetuti e arpeggiati nella mano destra suonati per accompagnare una semplice melodia prima nella mano sinistra, quindi scambiando i ruoli a metà strada. Il fraseggio è molto espressivo con improvvisi ritenuto sparsi ovunque. La fuga, segnata allegretto, contrasta magnificamente con la sensazione legata del preludio con ripetute note staccato che formano la base del tema fugale. Tre voci si sviluppano con passaggi legato contrastanti con lo staccato. Per aggiungere ulteriore colore caratteristico al movimento, subito forte e piano si mescolano nel dare alla fuga un tono francamente allego. |
| 6    | si minore           | Iniziando in modo molto simile a un'ouverture francese (ritmi puntati) questo preludio rimane molto tonale dappertutto. Il suono dei bassi contiene gran parte del contenuto melodico, ancora una volta un mezzo utilizzato da Bach nei suoi 48 preludi e fughe. La fuga che segue inizia con una breve introduzione. Continua poi in una delicata trama intrecciata (proprio come la fuga in do diesis minore dal Libro I dei 48 di Bach). Gran parte del pezzo utilizza una contro melodia contro le voci fugali. |
| 7    | la maggiore         | Il preludio in la maggiore è un'invenzione in due parti che inizia con un pedale tonico e un tema allegro e delicato che potrebbe quasi provenire dalla penna d'oca di Bach. Sorprendentemente la fuga non contiene alcuna dissonanza verticale, creando invece un movimento armonico toccando sporadicamente chiavi non correlate come il si bemolle maggiore, il re bemolle maggiore e il do maggiore. La fuga a tre voci inizia con una dichiarazione del motivo principale, o tema, nella voce di soprano. Mentre i temi fugali di solito usano un movimento graduale, questo tema usa solo le note della triade maggiore. Questo tema viene quindi dichiarato una quarta sotto nel contralto, come ci si aspetterebbe da una fuga barocca. Dopo una breve interazione tra soprano e contralto, il basso viene introdotto con una dichiarazione sul tema, completando l'esposizione. La sezione modulatoria inizia in chiave minore; un breve ritorno alla chiave tonica fornisce una ventata di calma prima di una serie sempre più frenetica di modulazioni. Queste portano a un culmine in la maggiore, segnalato da un pedale dominante, ma questo dura solo quattro battute prima che la musica si tuffi nel do maggiore. La musica quindi si calma, portando delicatamente alla ricapitolazione, dove una singola dichiarazione del tema nella chiave tonica porta a termine il pezzo. Questa fuga si distingue dal resto del gruppo perché non contiene dissonanze. |
| 8    | fa diesis minore    | Un pezzo corto, molto agitato per natura. Staccato e cromatismo si aggiungono alla natura agghiacciante della melodia. |
| 9    | mi maggiore         | Il preludio è scritto su tre pentagrammi in cui le mani sinistra e destra si alternano suonando sul pentagramma di mezzo. Il pezzo con poche eccezioni è costituito da melodie di quindicesima all'unisono che iniziano prima nella tessitura più bassa del piano e poi nella più alta. Metri misti enfatizzano il contorno delle melodie semplici e, verso la metà, una voce di contralto di accordi di accompagnamento conferisce diversità alla melodia unisonale. La fuga in tempo di 3⁄4 è una corsa frenetica con note veloci e segni di staccato. Solo due voci si sviluppano con uno stretto crescente nel centro che culmina alla fine quando le due voci si congiungono all'unisono come prima nel preludio, ma solo con un'ottava di separazione. |
| 10   | do diesis minore    | Il preludio inizia in modo dolce e abbastanza semplice, contrassegnato dall'indicazione semplice. Questo pezzo ha una trama omofonica chiaramente definita, con la mano destra che domina la melodia. Presto però la mano sinistra assume il controllo della melodia e il brano diventa più drammatico. Questo porta ad un piccolo culmine e poi sfuma in una sezione molto tranquilla in si bemolle minore. Quindi la melodia principale ritorna, accompagnata da un trillo sostenuto nella voce più acuta. Il pezzo si conclude quindi con alcune ulteriori riaffermazioni del tema. |
| 11   | si maggiore         | |
| 12   | sol diesis minore   | Il preludio è una passacaglia, una forma che Šostakovič aveva precedentemente utilizzato nel terzo movimento del suo Concerto per violino n. 1 in la minore (Op. 77). Il motivo della passacaglia è contrapposto ad un'unica melodia semplice. Al contrario, la fuga in quattro parti in 5⁄4 è una composizione ritmicamente avventurosa e complessa che funge da culmine della prima parte dell'intero ciclo. |
| 13   | fa diesis maggiore  | Una fuga a cinque voci. |
| 14   | mi bemolle minore   | I tremoli di ottava sono presenti in primo piano nel preludio. La fuga è a flusso libero con dissonanze notevolmente ridotte, in contrasto con il preludio teso. |
| 15   | re bemolle maggiore | Il preludio è un valzer brusco tipico di Šostakovič. Il tema di apertura ricorda We Wish You a Merry Christmas. La data della composizione (20 dicembre) può spiegare questo fatto. La vivace fuga è un tour de force di scrittura cromatica e atonale. Il tema contiene 11 dei 12 semitoni disponibili. |
| 16   | si bemolle minore   | |
| 17   | la bemolle maggiore | |
| 18   | fa minore           | |
| 19   | mi bemolle maggiore | |
| 20   | do minore           | |
| 21   | si bemolle maggiore | Nel preludio la mano destra ha un flusso ininterrotto di sedicesime, contrapposte a quarte e ottave nella mano sinistra. La fuga è vivace, contrassegnata allegro non-troppo. |
| 22   | sol minore          | |
| 23   | fa maggiore         | |
| 24   | re minore           | Questa lunga fuga doppia condivide un'armatura di chiave e diverse funzionalità con l'ultima fuga de L'arte della fuga di Bach. Il primo tema (accennato nel preludio) viene introdotto tranquillamente, ma la fuga accelera quando viene introdotto il secondo tema e le energiche note finali concludono il pezzo. |

## Accoglienza
Prima di dare l'anteprima del lavoro Šostakovič eseguì privatamente la prima metà del ciclo davanti all'Unione dei compositori (come era tipico per le nuove composizioni durante l'era sovietica) il 31 marzo 1951. Il consiglio espresse grande disapprovazione per la dissonanza in alcune delle fughe. Fecero anche obiezioni alla fuga nella musica sovietica perché era considerata troppo occidentale e arcaica.
Questo lavoro è considerato da molti (ad esempio il critico musicale Alex Ross, la musicologa Tanya Ursova, ecc.) un prodotto dall'altro "Šostakovič", o come una composizione "per il cassetto della scrivania". Secondo Ross, il compositore usò forme da camera in quel periodo per incanalare le sue composizioni più personali, quelle che non sarebbero state adatte all'uso o non sarebbero state approvate da parte del governo sovietico. Questo lavoro fa parte di quel gruppo insieme a diversi quartetti di archi.

## Incisioni
Šostakovič registrò 18 dei 24 brani in cinque sessioni di registrazione nel 1951-1952, 1956 e 1958 (EMI). Non ha mai registrato i numeri 9, 10, 11, 15, 19 o 21, ma ha registrato i numeri 1, 4, 5, 6, 13, 14, 18, 23 e 24 due volte facendo la registrazione per EMI.
Tat'jana Nikolaeva ha registrato quattro gruppi completi quattro volte, nel 1962, nel 1987 (entrambi originariamente pubblicati da Melodiya), nel 1990 (Hyperion Records) e nel 1992 come spettacolo video (Medici Arts). Le registrazioni del 1962 e del 1987 sono state ristampate su diverse etichette. Ha anche registrato i numeri 1, 7 e 15 nel 1952-1953.
Notevoli registrazioni complete sono state fatte da Roger Woodward (1975), Keith Jarrett (ECM Records 1991), Vladimir Aškenazi (Decca Records 1996-1998) e Konstantin Aleksandrovič Ŝerbakov (Naxos Records 1999). Svjatoslav Richter non ha mai suonato tutti i pezzi in concerto, ma ha fatto importanti incisioni di 15 numeri. Anche il pianista canadese David Jalbert ha registrato il pezzo per ATMA Classique nel 2008.

### Ascolto
- Preludio e Fuga n. 1 in do maggiore, su YouTube., suonato da Šostakovič
- Preludio e Fuga n. 2 in la minore, su YouTube., suonato da Šostakovič
- Preludio e Fuga n. 4 in mi minore, su YouTube., suonato da Šostakovič
- Preludio e Fuga n. 5 in re maggiore, su YouTube., suonato da Šostakovič
- Preludio e Fuga n. 6 in si minore, su YouTube., suonato da Šostakovič
- Preludio e Fuga n. 14 in mi bem. minore, su YouTube., suonato da Šostakovič
- Preludio e Fuga n. 22 in sol minore, su YouTube., suonato da Šostakovič
- Preludio e Fuga n. 24 in re minore, su YouTube., suonato da Šostakovič
- 24 Preludi e Fughe, Op. 87, su YouTube., suonati da Tatiana Nikolayeva (1987)

| Controllo di autorità | LCCN (EN) n86098850 · J9U (EN, HE) 987007603394405171 |